# Mezio e Moura Morta
Mezio  e Moura Morta (llamada oficialmente União das Freguesias de Mezio  e Moura Morta) es una freguesia portuguesa del municipio de Castro Daire, distrito de Viseu.

## Historia
Fue creada el 28 de enero de 2013 en aplicación de una resolución de la Asamblea de la República de Portugal promulgada el 16 de enero de 2013 con la unión de las freguesias de Mezio y Moura Morta, pasando su sede a estar situada en la antigua freguesia de Mezio.

## Demografía
| Gráfica de evolución demográfica de Mezio e Moura Morta entre 2011 y 2021 |
|                                                                           |
| Datos según el nomenclátor publicado por el INE portugués.                |